# Saint-Maurice-le-Vieil
Saint-Maurice-le-Vieil és un municipi francès, situat al departament del Yonne i a la regió de Borgonya - Franc Comtat. L'any 2007 tenia 277 habitants.

## Demografia

### Població
El 2007 la població de fet de Saint-Maurice-le-Vieil era de 277 persones. Hi havia 118 famílies, de les quals 33 eren unipersonals (8 homes vivint sols i 25 dones vivint soles), 30 parelles sense fills, 38 parelles amb fills i 17 famílies monoparentals amb fills.
La població ha evolucionat segons el següent gràfic:
Habitants censats

### Habitatges
El 2007 hi havia 165 habitatges, 122 eren l'habitatge principal de la família, 33 eren segones residències i 11 estaven desocupats. 162 eren cases i 1 era un apartament. Dels 122 habitatges principals, 108 estaven ocupats pels seus propietaris, 7 estaven llogats i ocupats pels llogaters i 6 estaven cedits a títol gratuït; 1 tenia una cambra, 1 en tenia dues, 30 en tenien tres, 29 en tenien quatre i 61 en tenien cinc o més. 96 habitatges disposaven pel capbaix d'una plaça de pàrquing. A 51 habitatges hi havia un automòbil i a 58 n'hi havia dos o més.

### Piràmide de població
La piràmide de població per edats i sexe el 2009 era:
| Homes | Edats   | Dones |
| ----- | ------- | ----- |
| 0     | 95 o +  | 0     |
| 0     | 90 a 94 | 0     |
| 0     | 85 a 89 | 0     |
| 4     | 80 a 84 | 0     |
| 0     | 75 a 79 | 8     |
| 12    | 70 a 74 | 4     |
| 16    | 65 a 69 | 16    |
| 0     | 60 a 64 | 12    |
| 0     | 55 a 59 | 8     |
| 16    | 50 a 54 | 4     |
| 16    | 45 a 49 | 24    |
| 16    | 40 a 44 | 8     |
| 4     | 35 a 39 | 0     |
| 0     | 30 a 34 | 0     |
| 8     | 25 a 29 | 0     |
| 0     | 20 a 24 | 0     |
| 12    | 15 a 19 | 12    |
| 0     | 10 a 14 | 4     |
| 0     | 5 a 9   | 0     |
| 0     | 0 a 4   | 0     |

## Economia
El 2007 la població en edat de treballar era de 180 persones, 141 eren actives i 39 eren inactives. De les 141 persones actives 124 estaven ocupades (68 homes i 56 dones) i 16 estaven aturades (8 homes i 8 dones). De les 39 persones inactives 18 estaven jubilades, 10 estaven estudiant i 11 estaven classificades com a «altres inactius».

### Ingressos
El 2009 a Saint-Maurice-le-Vieil hi havia 131 unitats fiscals que integraven 304,5 persones, la mediana anual d'ingressos fiscals per persona era de 20.325 €.

### Activitats econòmiques
Dels 7 establiments que hi havia el 2007, 3 eren d'empreses de construcció, 1 d'una empresa de comerç i reparació d'automòbils, 1 d'una empresa de transport, 1 d'una empresa de serveis i 1 d'una entitat de l'administració pública.
Dels 3 establiments de servei als particulars que hi havia el 2009, 1 era un paleta, 1 guixaire pintor i 1 fusteria.
L'únic establiment comercial que hi havia el 2009 era una botiga de menys de 120 m².
L'any 2000 a Saint-Maurice-le-Vieil hi havia 15 explotacions agrícoles que ocupaven un total de 742 hectàrees.

## Equipaments sanitaris i escolars
El 2009 hi havia una escola elemental integrada dins d'un grup escolar amb les comunes properes formant una escola dispersa.

## Poblacions més properes
El següent diagrama mostra les poblacions més properes.